# Angoor Ada-angrebet
Angoor Ada-angrebet (Urdu: صفف ﮑﹻﺨﺄ )  var et fordækt (Engelsk:covert) raid udført af Special Forces fra United States Army mod formodede Taliban krigere den 3. september 2008, indenfor Angoor Ada's bygrænse i Pakistans Føderalt Administrerede Stammeområder (FATA) i Syd Waziristan. Det var første og eneste gang at amerikanske styrker udkæmpede et slag på jorden inde i Pakistan . Raidet skete på samme tid som pakistanske styrker afsluttede en fire uger lang offensiv i Bajaur, den aller norligste region i FATA) – i hvilken syd Waziristan er den aller sydligste – en operation som var førte til at omkring en halv million mennesker måtte flygte.

## Operationer
Raidet foregik i landsbyen Moosi Neka ( ﺙﻅﹿﺏ ﻑی )  i Angoor Ada området af Syd Waziristan, omkring en kilometer fra grænsen til Afghanistan, og fandt sted kl. 3 om natten. Selvom USA havde udført missilangreb i Pakistan tidligere, så var dette angiveligt første gang at amerikanske tropper var engageret i angreb på jorden. Ifølge nogle rapporter blev omkring tyve mennesker, heraf 3 kvinder og fire børn, dræbt i angrebet.

Tre Black Hawk helikoptere med 45 U.S. Special Forces, udførte raidet. Kun en af helikopterne landede, og læssede af, mens de to andre fløj ovenover som overvågning og luftstøtte. To F-16 jagerfly sørgede for yderlige luftstøtte. Styrkerne angreb tre huse, ejet af "Faujan Wazir, Faiz Mohammad og Nazar Jan Wazir." Hele operationen varede 30 minutter.Alle byens indbyggere sov tilsyneladende da raidet fandt sted, og efter en nærmere undersøgelse viste det sig, at ingen af de døde var "vigtige terrorister" eller såkaldt "high-value targets". En amerikansk militær mand tilkendegav at "et mindre antal militante [blev] taget til fange og flere andre dræbt", men nægtede at oplyse præcise tal.

## Svar
En udtalelse fra Pakistans regering sagde, at "en stærk protest er blevet afleveret til den amerikanske regering," og "sådanne aggressive handlinger tjener ikke det fælles mål med at bekæmpe terrorisme og militante i området." Den 4. september vedtog den pakistanske regering en resolution, som fordømte
angrebet og som forlangte større amerikansk påpasselighed og samarbejde med pakistanske repræsentanter, når der skulle udføres fordækte operationer. Anne Patterson, den amerikanske ambassadør i Pakistan, blev indkaldt til det pakistanske udenrigsministerium, hvor en protest blev afleveret. Som svar på angrebet, fortalte pakistans udenrigsminister Shah Mehmood Qureshi om Torsdagen Nationalforsamlingen: "Der er ingen high-value target eller kendte terrorister blandt de døde....Kun uskyldige civile, herunder kvinder og børn, er blevet ramt."

Som svar på angrebet sagde den amerikanske udenrigsminister Condoleezza Rice:"Jeg har ikke noget til Jer vedrørende Pakistan, udover at slå fast at det giver sig selv, at vi arbejder meget tæt sammen med den civile regering dér." (Engelsk: "I don't have anything for you on Pakistan, except to say that obviously we are working very closely with the civilian government there"). Rice afviste at kommentere på muligheden af civile ofre. Reuters citerede tjenestemænd fra Pentagon, som udtalte sig på betingelse af anonymitet, og som bekræftede at angrebet blev udført af amerikanske styrker.
Formanden for de samlede værnschefer i Pakistan,
General Tariq Majid, oplyste at "Pakistan forbeholder sig ret til at gengælde".
Om lørdagen den 6. september 2008, blokerede Pakistan en forsyningsvej med benzin til amerikanske og andre vestlige styrker i Afghanistan som svar på angrebet. "Vi har fortalt dem at vi vil handle, og vi har allerede handlet i dag. Vi har stoppet forsyningen med olie, og dette vil sende et signal om hvor alvorligt vi betragter situationen." sagde pakistans forsvarsminister Ahmad Mukhtar.